# Culex laticinctus
Culex laticinctus är en tvåvingeart som beskrevs av Edwards 1913. Culex laticinctus ingår i släktet Culex och familjen stickmyggor. Inga underarter finns listade i Catalogue of Life.